# Joe Calzaghe
Joseph William "Joe" Calzaghe (Hammersmith, 23 maart 1972) is een Welsh voormalig professioneel bokser. Hij was wereldkampioen in de gewichtsklasse supermiddengewicht, waarin hij houder was van de titels WBO, IBF, WBC en WBA. 
Calzaghe was de langst regerende wereldkampioen supermiddengewicht ooit; hij behield de WBO-titel langer dan tien jaar en heeft deze 21 maal verdedigd. Hij nam afstand van de titel om over te stappen naar het lichtzwaargewicht. Hij versloeg in zijn laatste drie gevechten Mikkel Kessler, Bernard Hopkins en Roy Jones jr. op 8 november 2008. In februari 2009 beëindigde hij zijn carrière met een ongeslagen record en als regerend wereldkampioen. 